# Archeologisch complex Bactrië-Margiana
Het archeologisch complex Bactrië-Margiana of kortweg Oxuscultuur is een bronstijdcultuur van Centraal-Azië, gedateerd op ca. 2300-1700 v.Chr., gecentreerd op de bovenloop van de rivier de Amu Darja (Oxus) in het huidige Turkmenistan, Noord-Afghanistan, Zuid-Oezbekistan en West-Tadzjikistan.
Bactrië was de Griekse naam voor het gebied Bactra bij de huidige stad Balch in het noorden van Afghanistan, en Margiana was de Griekse naam voor de Perzische satrapie van Margu, met als hoofdstad Merv in het hedendaagse Zuidoost-Turkmenistan.
De ontdekker van Bactrië-Margiana, Sovjet-archeoloog Viktor Sarianidi, legde er in de jaren 1970 tal van monumentale structuren bloot, versterkt door indrukwekkende muren en poorten.

## Oorsprong
Er is archeologisch bewijs van vroege neolithische nederzettingen in de waterrijke noordelijke uitlopers van de Kopet-Dag in Turkmenistan. Dit gebied is bezaaid met de over meerdere periodes bewoonde tells kenmerkend voor het oude Nabije Oosten, vergelijkbaar met die ten zuidwesten van de Kopet-Dag in de Gorgan-vlakte in Iran.
Bij Djeitun nabij Asjchabad in Turkmenistan werden vanaf ca. 6000 v.Chr. huizen uit gedroogde leem gebouwd. Deze eerste landbouwers in Centraal-Azië hielden gedomesticeerde geiten en schapen en verbouwden tarwe en gerst, alles oorspronkelijk afkomstig uit Zuidwest-Azië. Op de laat-neolithische vindplaats van Chagylly Depe (36° 46′ NB, 60° 33′ OL) nabij Akhchadepe werden steeds meer gewassen karakteristiek voor bevloeiing in een droge omgeving geteeld, zoals gewone tarwe, die in de kopertijd overheersend werd.
Tijdens de kopertijd was er een groei van de bevolking in deze regio. Er zijn tekenen van een migratie uit Centraal-Iran, waardoor de metallurgie en andere innovaties geïntroduceerd werden. Belangrijke kopertijdnederzettingen ontstonden bij Kara-Depe en Namazga-Depe. Daarnaast waren er kleinere nederzettingen bij Anau, Dashlyji en Yassi-depe, en verder naar het oosten in de Geoksür-oase, de delta van de Tedzhen-rivier.
Vanaf ongeveer 3500 v.Chr. zijn er twee aardewerkstijlen zichtbaar: kleurrijk in het westen en soberder in het oosten, mogelijk als gevolg van de vorming van twee stammen. Rond 3000 v.Chr. lijkt het erop dat mensen uit de Geoksür-oase naar de Morghab-delta migreerden, het latere Merv, waar kleine, verspreide nederzettingen verschenen. Verder naar het oosten vindt men ze in Transoxanië in de Zerafshan-vallei bij Sarazm  nabij Pandzjakent (Tadzjikistan).
In de vroege bronstijd ontwikkelde de cultuur van de Kopet-Dag-oases en Altyn-Depe zich tot een proto-stedelijke samenleving. Aardewerk werd op de pottenbakkersschijf gemaakt, en er werden druiven geteeld. Het hoogtepunt van deze stedelijke ontwikkeling werd bereikt in de midden-bronstijd (ca. 2300 v.Chr.). Het is vanaf nu dat men spreekt van het archeologisch complex Bactria-Mergana.

## Materiële cultuur
De bewoners van de Oxuscultuur waren sedentaire mensen die met behulp van irrigatie tarwe en gerst verbouwden. Met hun indrukwekkende materiële cultuur waaronder monumentale architectuur, brons gereedschappen, keramiek en sieraden van halfedelstenen, vertoont het complex kenmerken van een hogere beschaving. Het complex is te vergelijken met proto-stedelijke nederzettingen in het Helmand-bekken bij Mundigak in het westen van Afghanistan en Shahr-i Shōkhta in het oosten van Iran, of Harappa en Mohenjodaro in de Indusvallei.
Gonur Depe wordt gezien als de belangrijkste stad van het complex in Margiana gedurende de Bronstijd. Het paleis van Noord-Gonur meet 150×140 m, de tempel in Togolok 140×100 m, het fort Kelleli-3 125×125 m, en het huis van een lokale heerser in Adji Kui 25×25 m. Met hun indrukwekkende vestingmuren, poorten en steunberen is het echter niet altijd duidelijk waarom de ene structuur wordt geïdentificeerd als een tempel en een ander als een paleis. Versterkte nederzettingen zoals Gonur en Togolok lijken op de qala, het in de historische periode in dit gebied bekende type fort. Ze kunnen cirkelvormig of rechthoekig zijn en hebben tot drie concentrische muren. Binnen de forten zijn woonwijken, werkplaatsen en tempels.
Bij de Geoksür-oase zijn uitgebreide irrigatiesystemen ontdekt.
Modellen van tweewielige karren uit ca. 3000 v.Chr. gevonden bij Altyn-Depe zijn het vroegste zekere bewijs van vervoer met wielen in Centraal-Azië. Te oordelen naar de aard van de tuigage werden de karren in eerste instantie getrokken door ossen. Ook kamelen werden gedomesticeerd in de Oxuscultuur. In Altyn-Depe werd een model van een wagen met een kameel uit ca. 2200 v.Chr. gevonden.
De ontdekking in 2000 van een kleine stenen zegel met geometrische markeringen heeft ertoe geleid dat sommigen beweren dat de Oxuscultuur ook een vorm van schrift had ontwikkeld. Het draagt vijf markeringen die opvallend lijken op de Chinese kleine zegel-tekens van ongeveer 100 n.Chr. Het Anau-zegel is echter door de context gedateerd tot 2.300 v.Chr. en is daarom een onverklaarbare anomalie.

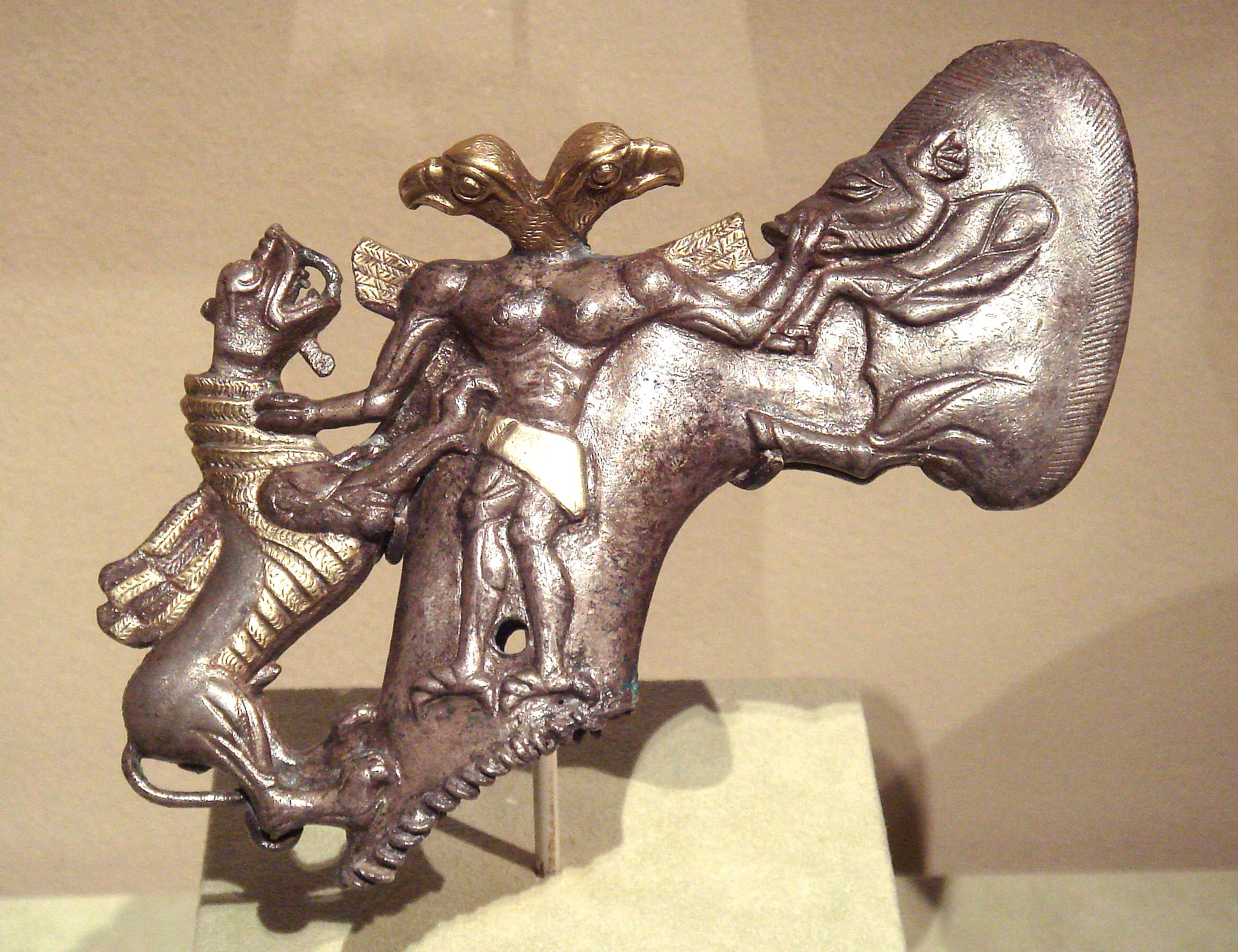
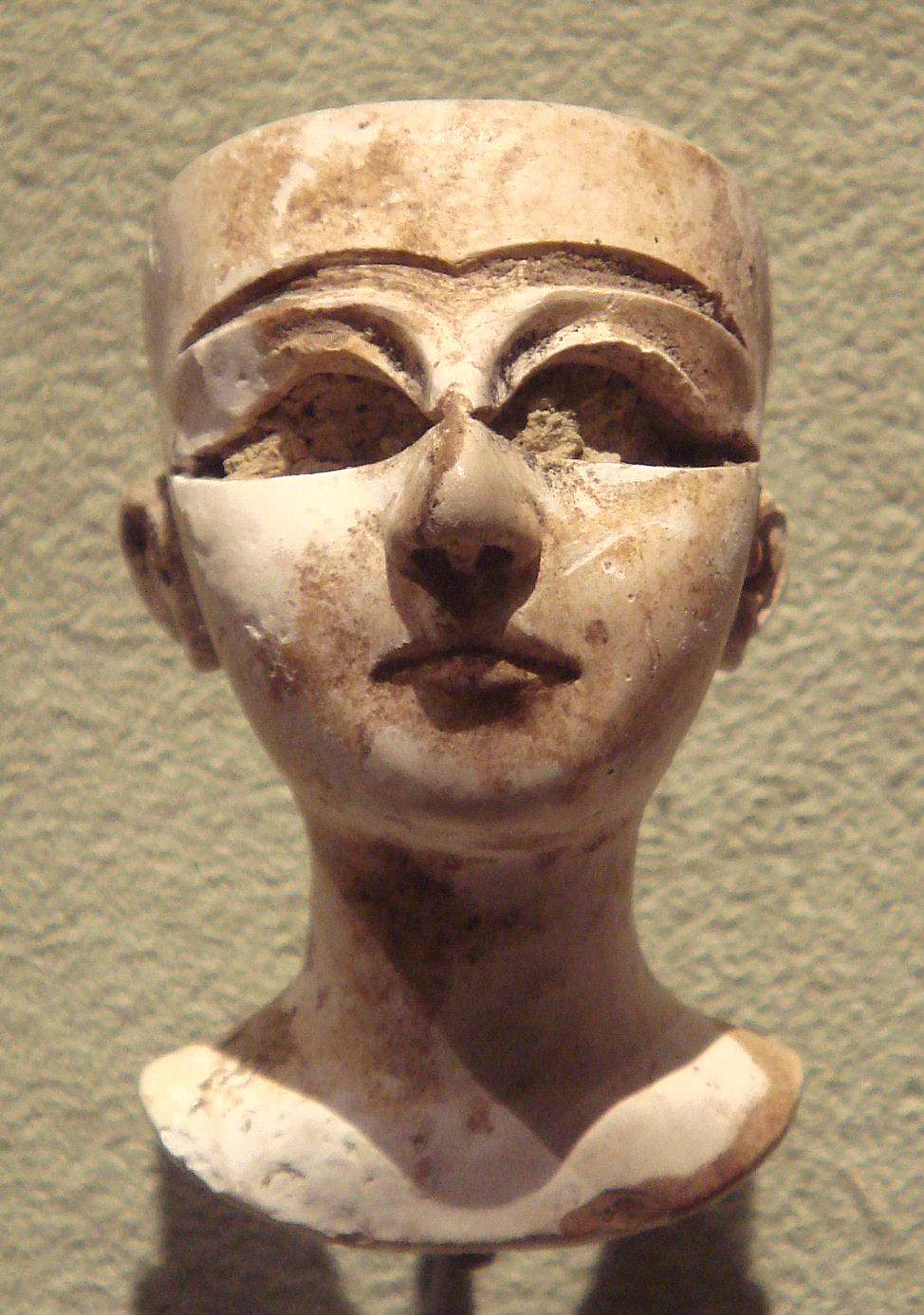
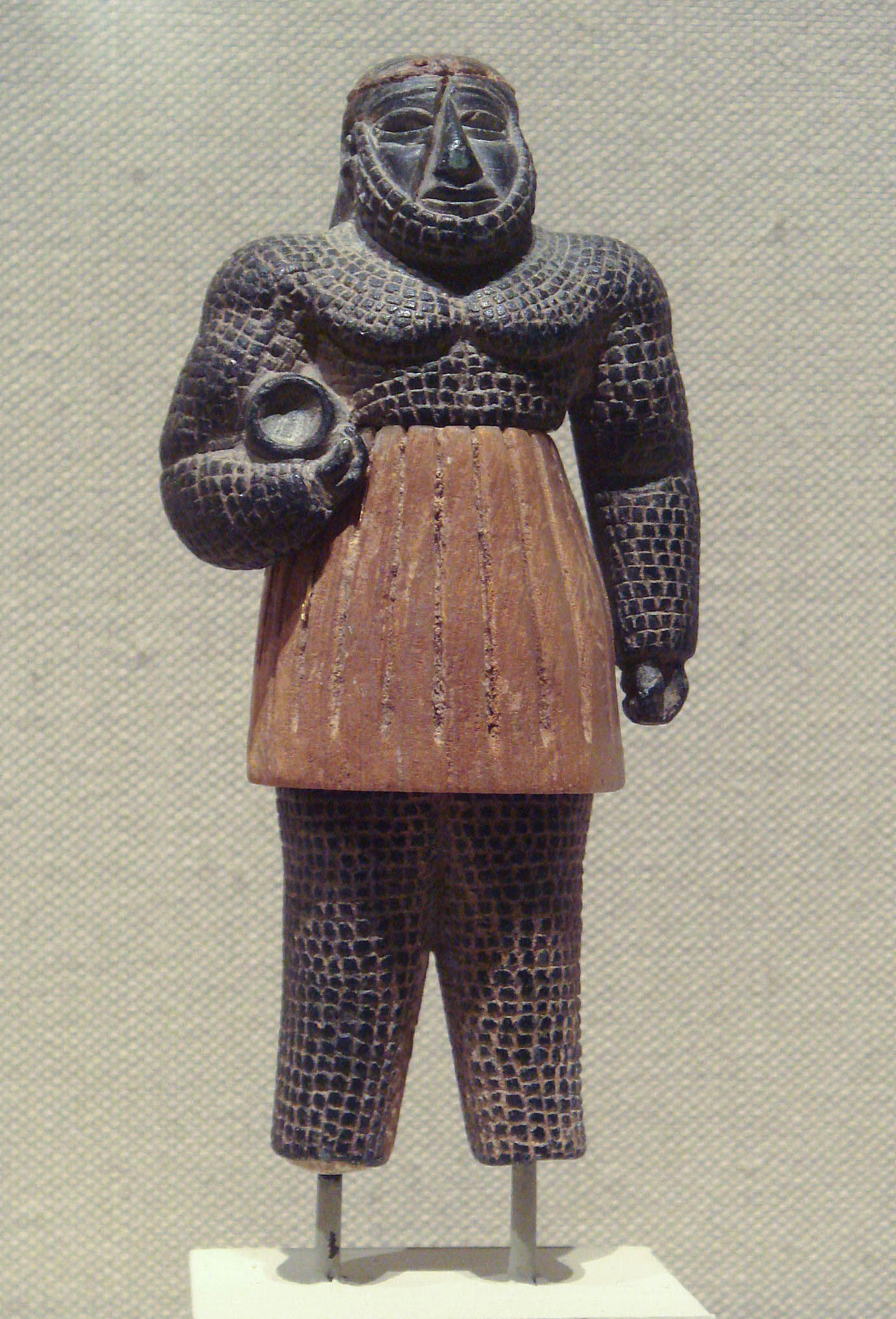
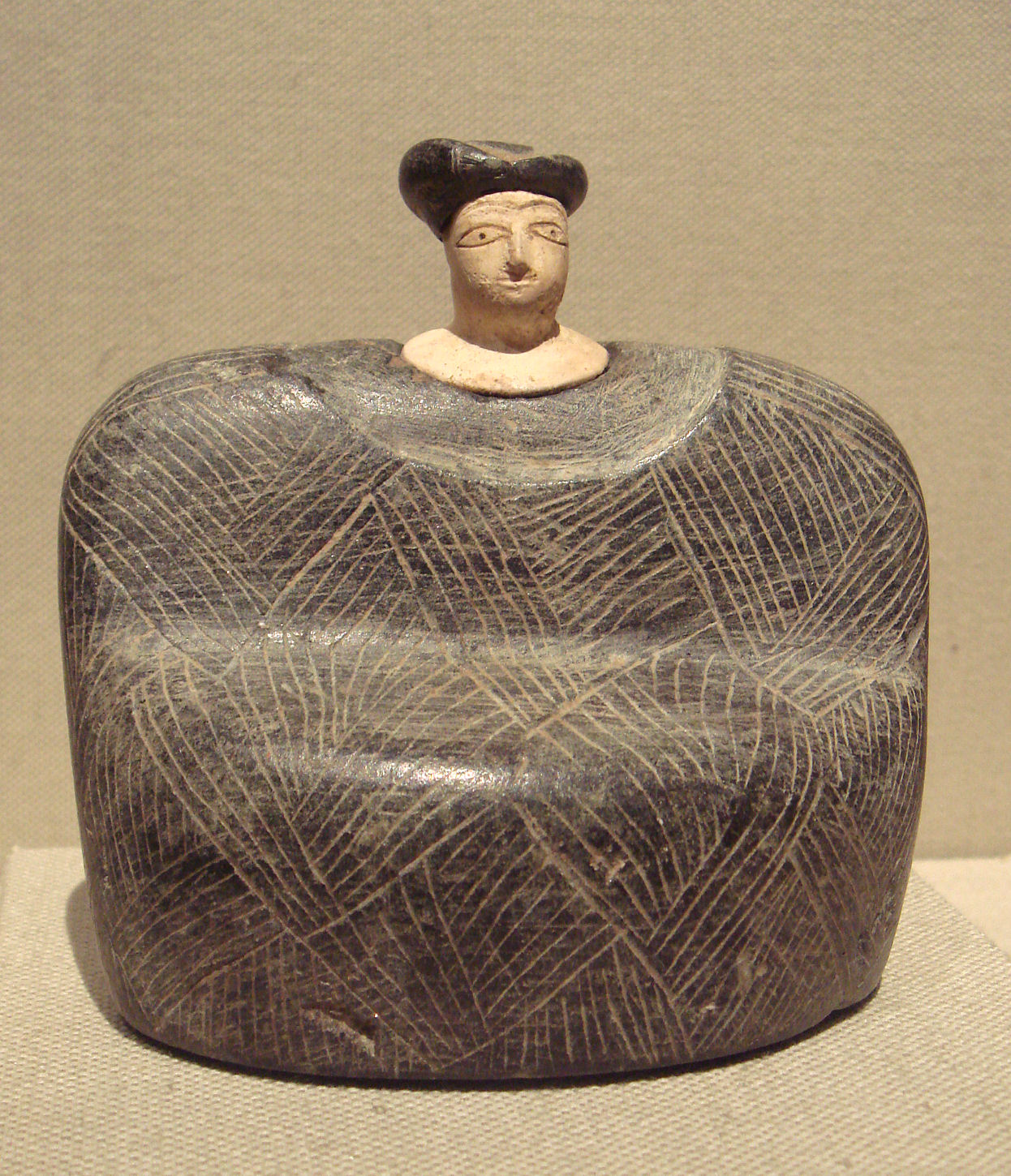
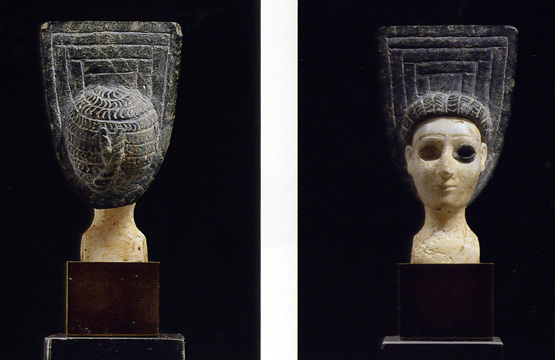
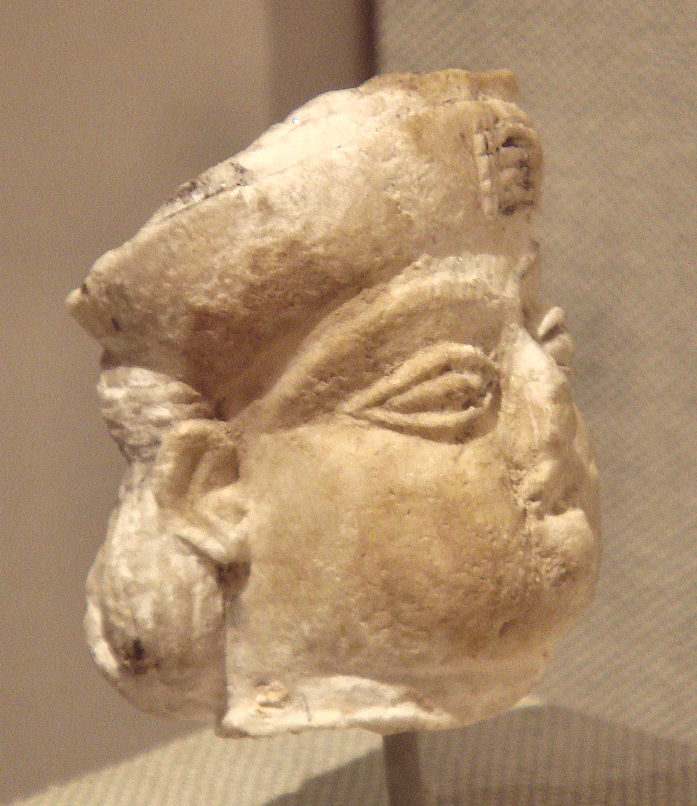

## Banden met andere culturen

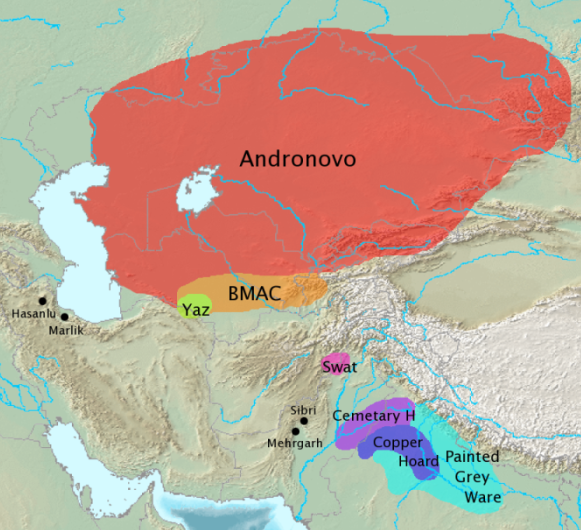
Het archeologisch complex Bactrië-Margiana (BMAC) in relatie tot de Andronovocultuur

Voorwerpen afkomstig van de Oxuscultuur zijn gevonden in de Indusbeschaving, op het Iraanse plateau, en aan de Perzische Golf. Vondsten binnen de Oxuscultuur bieden verder bewijs van handel en culturele contacten, zoals een Elamitisch type cilinderzegel en een Harappa-zegel met een olifant en Indusschrift gevonden op Gonur-depe. In het bijzonder lijkt de relatie tussen Altyn-Depe en de Indusvallei sterk te zijn geweest. Onder de vondsten waren hier twee Harappa-zegels en ivoren objecten. De Harappa-nederzetting van Shortugai aan de oevers van de Amu Darja in Noord-Afghanistan diende waarschijnlijk als een handelspost.
Er is bewijs van aanhoudend contact tussen de Oxuscultuur en de Euraziatische steppen in het noorden, dat vanaf ca. 2000 v.Chr. intensiveerde. In de delta van de rivier de Amu Darja aan het Aralmeer werden de wateren gekanaliseerd voor irrigatielandbouw door mensen wier overblijfselen lijken op die van de nomaden van de Andronovocultuur. Deze Tazabagjabcultuur wordt geïnterpreteerd als nomaden die zich na contact met de Oxuscultuur als landbouwers vestigden.
Ongeveer 1800 v.Chr. daalden de ommuurde nederzettingen van de Oxuscultuur sterk in grootte. Elke oase ontwikkelde een eigen soort aardewerk en andere voorwerpen. Ook aardewerk van de Andronovo-Tazabagjabcultuur in het noorden verscheen op grote schaal. Vele Oxuscultuur-versterkingen bleven in gebruik en Andronovo-Tazabagjab grof gekerfd aardewerk wordt er samen met Oxuscultuur-aardewerk gevonden, evenals in herderskampen buiten de muren. In de hooglanden boven de Bactrische oases in Tadzjikistan verschijnen koergans met aardewerk dat gemengde elementen van de late Oxuscultuur en Andronovo-Tazabagjab tradities bevat.

## Relatie met de Indo-Iraniërs
Sarianidi identificeerde het archeologisch complex Bactrië-Margiana als Indo-Iraans, en beschreef het als het resultaat van een migratie vanuit Zuidoost-Iran.
Westerse archeologen zijn meer geneigd om de cultuur te zien als begonnen door boeren in de neolithische traditie van het Nabije Oosten, die tijdens de late fase geïnfiltreerd werden door Indo-Iraanse sprekers uit de Andronovocultuur, waardoor een mengcultuur ontstond. In deze visie heeft het Proto-Indo-Iraans zich ontwikkeld binnen deze mengcultuur voordat het naar het zuiden trok.
Er is een voorgesteld substraat in Proto-Indo-Iraans dat mogelijk kan worden geïdentificeerd met de oorspronkelijke taal van de Oxuscultuur. Een aantal woorden blijkbaar geleend van dezelfde taal zijn alleen geattesteerd in Indo-Arisch en dus bewijs van een substraat in het Sanskriet. Sommige woorden zijn nu ook gevonden in het Tochaars. De geleende woordenschat omvat woorden betreffende landbouw, dorps- en stadsleven, flora en fauna, ritueel en religie. Deze woorden vormen dus bewijs voor de acculturatie van de Indo-Iraanse sprekers in een wereld van stedelijke beschaving.